# Liechtensteinische Eishockeynationalmannschaft
Die liechtensteinische Eishockeynationalmannschaft ist das Auswahlteam des liechtensteinischen Eishockey-, Inline- und Skate-Verbandes LEIV. Da im Fürstentum Liechtenstein weder eine wettkampffähige Eisfläche noch eine Eishockeymeisterschaft existieren, spielt der Liechtensteiner Eishockeyverein EHC Vaduz-Schellenberg in der Vorarlberger Eishockeyliga 2 (VEHL2).
Der Verein Eishockey Jugend Liechtenstein spielt keinen Meisterschaftsbetrieb, der Verein kümmert sich um die Belange des Nachwuchses, steht den Eltern als Berater zur Verfügung und organisiert alles, was das Nationalteam betrifft.
Nach dem Beitritt des Verbandes zum Weltverband IIHF 2001 absolvierte Liechtenstein zwei Freundschaftsländerspiele: Am 26. April 2003 verlor das Team seine Länderspielpremiere in Luxemburg 1:7, bei der sogenannten „Heimpremiere“, die aufgrund der fehlenden Eisfläche im schweizerischen Widnau stattfand, spielte das Team am 10. März 2007 gegen Luxemburg 2:4. 
Im Sommer 2021 wurde die Nationalmannschaft erfolgreich reaktiviert. Grosser Anteil daran hatten Karl Otto Gämperli und Silke Bernard, welchen den Verband im Co-Präsidium gemeinsam führen (siehe Organisation – Eishockey Liechtenstein). 
In der Folge nahm Liechtenstein im Mai 2022 erstmals am IIHF Development Cup im deutschen Füssen teil, einem internationalen Turnier für Verbände, die nicht an Weltmeisterschaften teilnehmen können. Nach Siegen gegen Irland (7:6), Portugal (3:0), Algerien (11:2) und Andorra (8:4) sowie einer Niederlage gegen Turniersieger Kolumbien (1:3) wurde dabei der zweite Platz unter sechs Teams errungen. Die Austragung des Development Cup 2023 gewann Liechtenstein mit Siegen gegen Portugal (21:0), Argentinien (6:5), Irland (6:5) und Kolumbien (10:4).

## Nationaltrainer
- 2003 (Länderspielpremiere): Manfred Dorn
- 2007 (Länderspiel-Heimpremiere): Miro Berek
- Seit 2021 Herbert Schädler

## Fussnoten
1. ↑  leiv.li, Eishockey Länderspiel in Luxemburg (Memento vom 19. August 2007 im Internet Archive)
2. ↑  Redaktion: Eishockey: Liechtenstein gegen 5 Nationen. In: lie:zeit online. 27. Juli 2021, abgerufen am 10. November 2021 (deutsch).
3. ↑  Development Cup - National Teams of Ice Hockey. 24. November 2022, abgerufen am 9. Mai 2023 (amerikanisches Englisch).